# National Academic Recognition Information Centre
National Academic Recognition Information Centre (NARIC) – część programu Socrates I i Socrates II oraz Lifelong Learning Programme zajmująca się analizą zagadnień z zakresu wspólnej polityki edukacyjnej w poszczególnych krajach członkowskich Unii Europejskiej.
Początek działalności tego projektu sięga 1995 r. (program Socrates I). Jest on niejako rozwinięciem jednego z celów programu Erasmus – zaliczanie zdanych egzaminów i uznawanie ich przez wszystkie uczelnie uczestniczące w tym programie. W Socratesie II Naric zwrócił szczególną uwagę na rozpowszechnianie informacji na temat równoważności dokumentów o wykształceniu w poszczególnych państwach europejskich.